# Docklands Stadium
Ne pas confondre avec le City of Manchester Stadium, également appelé Etihad Stadium, stade possédant le même sponsor basé à Manchester.
Le Docklands Stadium est un stade omnisports situé à Melbourne dans l'État de Victoria en Australie. C'est principalement un terrain de football australien. Inauguré le 9 mars 2000, il compte 56 347 places pour les rencontres de l'Australian Football League . À la faveur de plusieurs contrats de parrainage le stade s'est successivement appelé Colonial Stadium (2000-2002), Telstra Dome (2002-2009), Etihad Stadium (2009-2018) et Marvel Stadium
Le Docklands Stadium est le domicile de cinq clubs de l'Australian Football League : Essendon, Western Bulldogs, St Kilda, Kangaroos et Carlton. Il dispose de 68 Corporate Boxes (loges privatives) dont deux Super Suites.
Il accueille également des matchs internationaux de rugby à XIII ou à XV.

## Histoire
Depuis son ouverture le 9 mars 2000, plus de 17 millions de personnes ont transité dans le stade.
Lors de la soirée d'ouverture, Essendon dirigé par Kevin Sheedy et James Hird a vaincu Port Adelaide 24.12 (156) à 8.14 (62) lors d'un match de football australien.
Le 1er octobre 2002, le stade a été officiellement rebaptisé Telstra Dome lorsque Telstra racheta les droits de naming à la Colonial State Bank. Il était anciennement connu sous le nom de Colonial Stadium. Le 1er mars 2009, le nom change en Etihad Stadium pour cinq ans, à la suite du rachat des droits par Etihad Airways. Le 24 mai 2018, Disney Australia signe un contrat de parrainage du stade  qui doit débuter en septembre 2018, à la fin de celle d'Etihad, le nom du stade passant d’Etihad Stadium à Marvel Stadium,.

## Événements
- Coupe du monde de rugby à XV 2003.
- Rugby à sept aux Jeux du Commonwealth de 2006, 16 et 17 mars 2006.
- Coupe du monde de rugby à XIII 2008.
- 1er Match des State of Origin 2012 de rugby à XIII le 23 mai (56 021 spectateurs)
- Coupe internationale de football australien (2017)
- Coupe du monde de rugby à XV 2027

### Concerts
| Date              | Artiste                            | Première partie                          | Affluence |
| ----------------- | ---------------------------------- | ---------------------------------------- | --------- |
| 15 mars 2000      | Barbra Streisand                   |                                          | 70 000    |
| 17 mars 2000      | Barbra Streisand                   |                                          | 70 000    |
| 1er décembre 2002 | Red Hot Chili Peppers              | Quirk, Papa Roach                        | 21 729    |
| 28 février 2003   | Kiss                               |                                          | 33 000    |
| 20 mars 2003      | Bruce Springsteen et E Street Band |                                          |           |
| 10 décembre 2003  | Robbie Williams                    |                                          | 57 027    |
| 17 décembre 2005  | Green Day                          |                                          | 8 439     |
| 18 novembre 2006  | U2                                 | Kanye West                               | 127 275   |
| 19 novembre 2006  | U2                                 | Kanye West                               | 127 275   |
| 17 décembre 2006  | Robbie Williams                    | Chris Coco, Sneaky Sound System          | 125 274   |
| 18 décembre 2006  | Robbie Williams                    | Chris Coco, Sneaky Sound System          | 125 274   |
| 13 novembre 2008  | André Rieu                         |                                          | 38 605    |
| 15 novembre 2008  | André Rieu                         |                                          | 38 605    |
| 20 novembre 2009  | Pearl Jam                          | Liam Finn                                | 45 000    |
| 3 mars 2010       | George Michael                     |                                          | 47 000    |
| 11 février 2010   | AC/DC                              | Calling All Cars                         | 181 495   |
| 13 février 2010   | AC/DC                              | Calling All Cars                         | 181 495   |
| 15 février 2010   | AC/DC                              | Calling All Cars                         | 181 495   |
| 1er décembre 2010 | U2                                 | Jay-Z                                    | 105 312   |
| 3 décembre 2010   | U2                                 | Jay-Z                                    | 105 312   |
| 11 décembre 2010  | Bon Jovi                           | The Scarlets                             | 54 414    |
| 31 décembre 2010  | Armin van Buuren                   |                                          | 15 000    |
| 1er décembre 2011 | Eminem                             | Lil Wayne                                | 61 405    |
| 13 novembre 2012  | Coldplay                           | The Temper Trap, The Pierces             | 63 378    |
| 5 janvier 2013    | Mariah Carey                       |                                          | 46 500    |
| 5 mars 2013       | Kiss                               | Thin Lizzy, Mötley Crüe, Duva Demolition |           |
| 6 mars 2013       | Kiss                               | Thin Lizzy, Mötley Crüe, Duva Demolition |           |
| 7 décembre 2013   | Bon Jovi                           | Kid Rock                                 | 91 505    |
| 8 décembre 2013   | Bon Jovi                           | Kid Rock                                 | 91 505    |
| 14 décembre 2013  | Taylor Swift                       | Guy Sebastian, Neon Trees                | 47 257    |
| 19 février 2014   | Eminem                             | 360, David Dallas                        | 59 675    |
| 18 septembre 2014 | Justin Timberlake                  | DJ Freestyle Steve                       | 41 777    |
| 19 septembre 2014 | Justin Timberlake                  | DJ Freestyle Steve                       | 41 777    |
| 14 février 2015   | One Direction                      | Samantha Jade, McBusted                  | 59 253    |
| 15 février 2015   | One Direction                      | Samantha Jade, McBusted                  | 59 253    |
| 28 février 2015   | Foo Fighters                       | Rise Against, The Delta Riggs            | 59 981    |
| 6 décembre 2015   | AC/DC                              | The Hives Kingswood                      | 100 000   |
| 8 décembre 2015   | AC/DC                              | The Hives Kingswood                      | 100 000   |
| 12 février 2016   | Edinburgh Military Tattoo          |                                          | 152 673   |
| 14 février 2016   | Edinburgh Military Tattoo          |                                          | 152 673   |
| 9 décembre 2016   | Coldplay                           | Jess Kent                                | 109 492   |
| 10 décembre 2016  | Coldplay                           | Jess Kent                                | 109 492   |
| 10 mars 2017      | Justin Bieber                      | Martin Garrix, Sheppard                  | 54 821    |
| 18 mars 2017      | Adele                              |                                          | 152 300   |
| 19 mars 2017      | Adele                              |                                          | 152 300   |
| 30 janvier 2018   | Foo Fighters                       | Weezer                                   |           |
| 9 mars 2018       | Ed Sheeran                         | Missy Higgins, Bliss n Eso               | 256 622   |
| 10 mars 2018      | Ed Sheeran                         | Missy Higgins, Bliss n Eso               | 256 622   |
| 11 mars 2018      | Ed Sheeran                         | Missy Higgins, Bliss n Eso               | 256 622   |
| 12 mars 2018      | Ed Sheeran                         | Missy Higgins, Bliss n Eso               | 256 622   |
| 26 octobre 2018   | Taylor Swift                       | Charli XCX, Broods                       | 63 027    |
| 10 novembre 2018  | Usher                              |                                          | 51 104    |
| 9 novembre 2019   | Janet Jackson                      |                                          | 23 205    |
| 15 novembre 2019  | U2                                 | Noel Gallagher's High Flying Birds       | 59 726    |
| 7 février 2023    | Red Hot Chili Peppers              | Post Malone                              | 100 656   |
| 9 février 2023    | Red Hot Chili Peppers              | Post Malone                              | 100 656   |
| 24 février 2023   | Harry Styles                       | Wet Leg                                  | 114 829   |
| 25 février 2023   | Harry Styles                       | Wet Leg                                  | 114 829   |

## Galerie

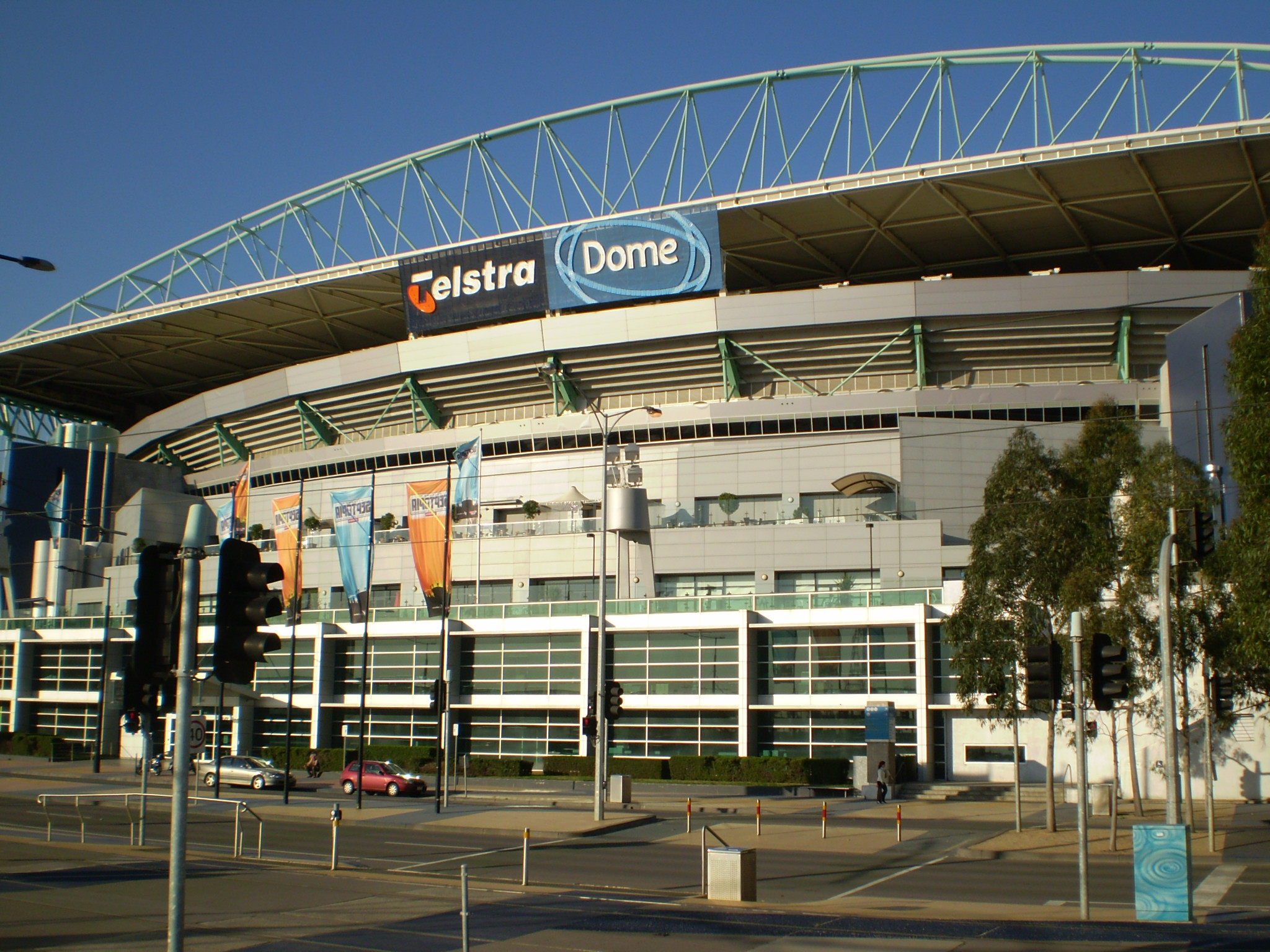
Vue extérieure
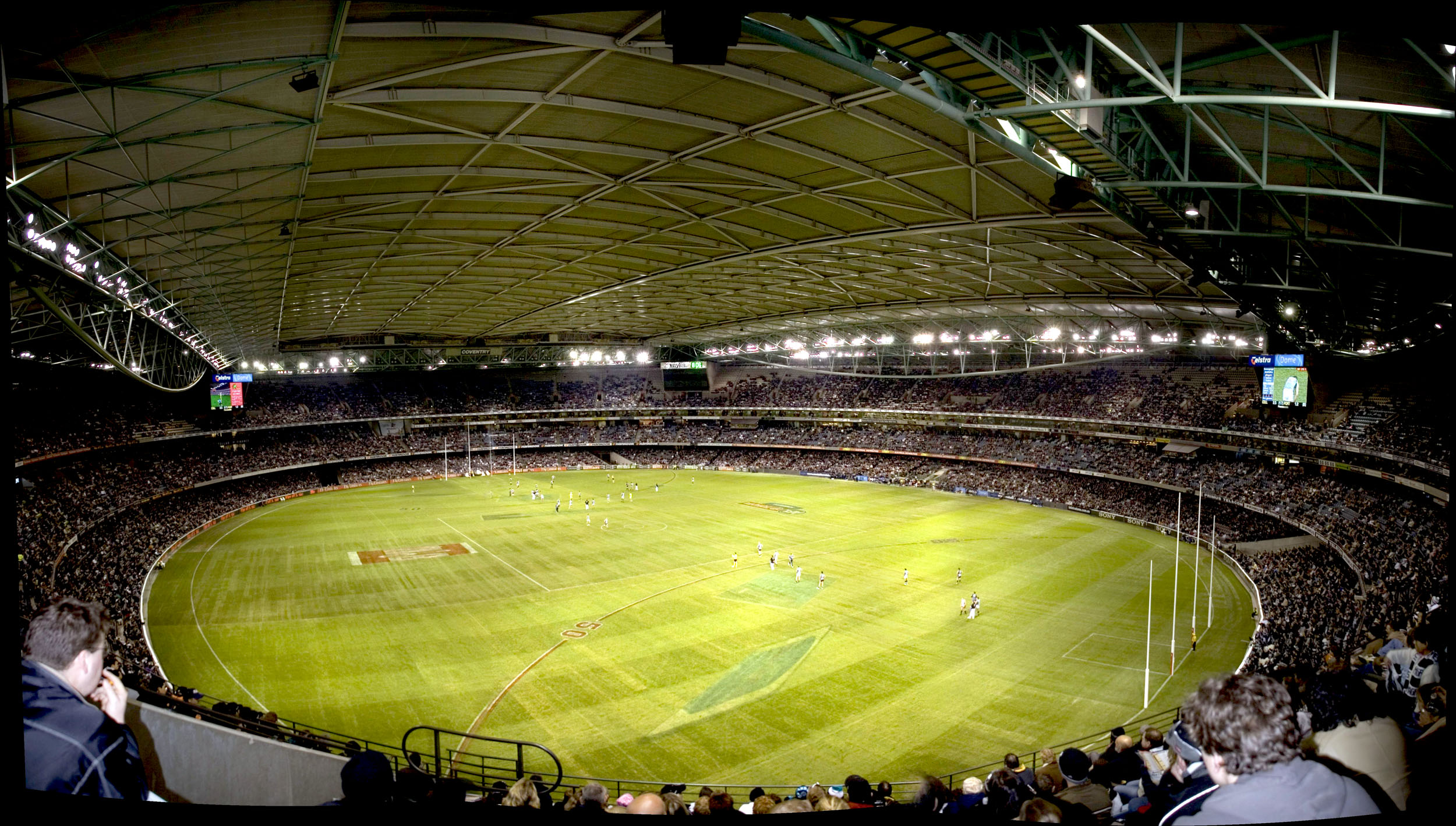
Panorama
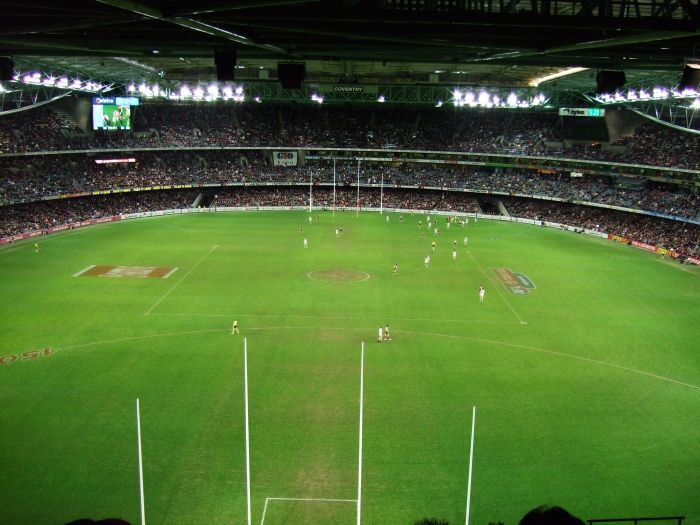
Match AFL
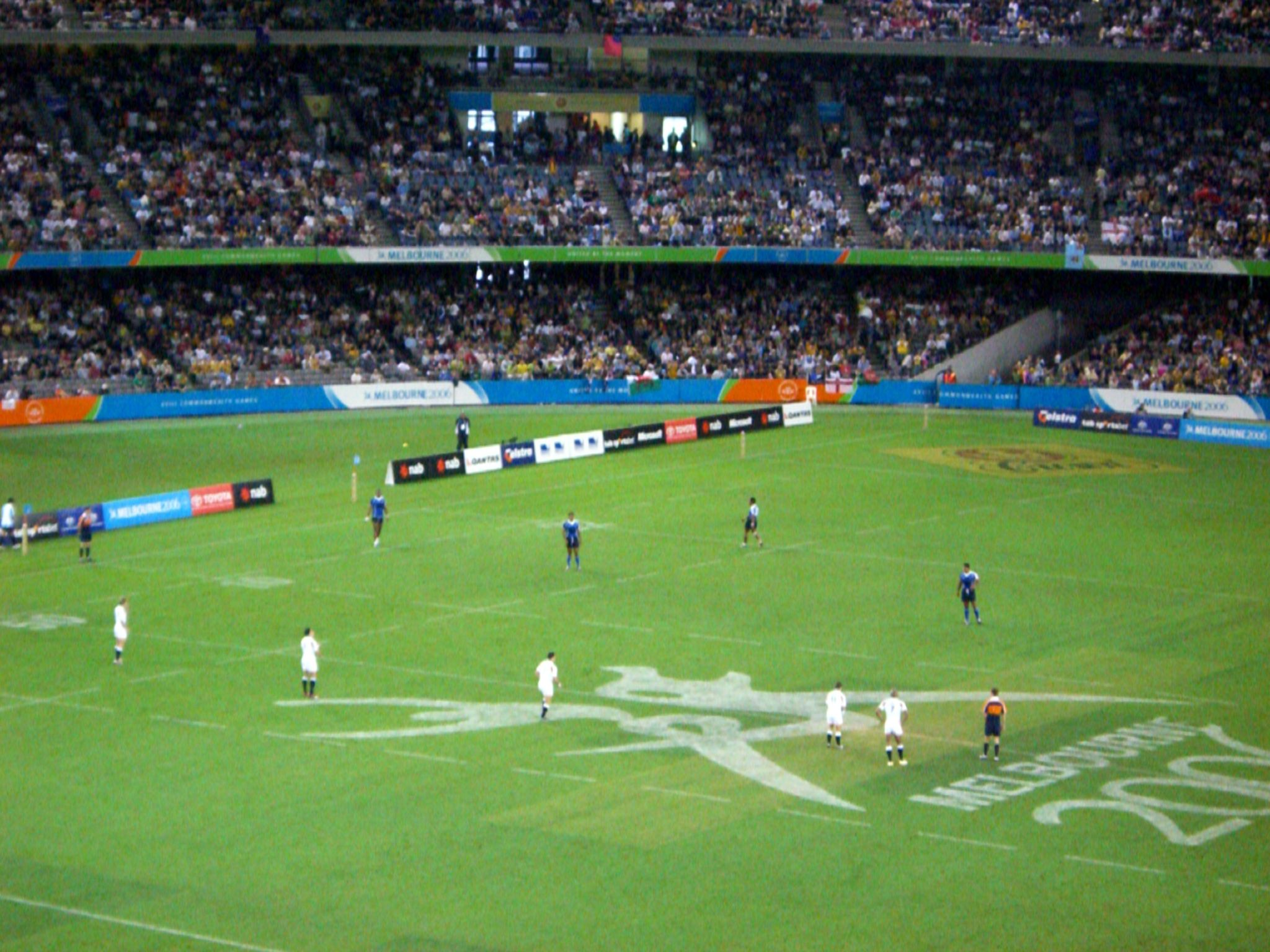
Rugby à sept aux Jeux du Commonwealth (2006)
Ancien logo